# Dziadowa Kłoda
Pour la commune, voir Dziadowa Kłoda (gmina).
Dziadowa Kłoda est une localité polonaise, siège de la gmina de Dziadowa Kłoda, située dans le powiat d'Oleśnica en voïvodie de Basse-Silésie.

## Histoire
De 1742 à 1945, Kunzendorf fait partie de l'arrondissement d'Œls, dans le district de Breslau au sein de la province de Silésie.